# توني ريد (لاعب كرة قدم)
توني ريد (بالإنجليزية: Tony Read)‏ هو لاعب كرة قدم بريطاني في مركز حراسة المرمى، ولد في 5 يوليو 1942 في Haydock ‏ في المملكة المتحدة. لعب مع نادي بيتربورو يونايتد ونادي لوتون تاون.